# ایستگاه متروی اپینگ
ایستگاه اپینگ یک ایستگاه از خط مرکزی و از خطوط متروی لندن است؛ که در منطقه اپینگ قرار دارد و در سال ۱۸۶۵ افتتاح شده است.

## نگارخانه

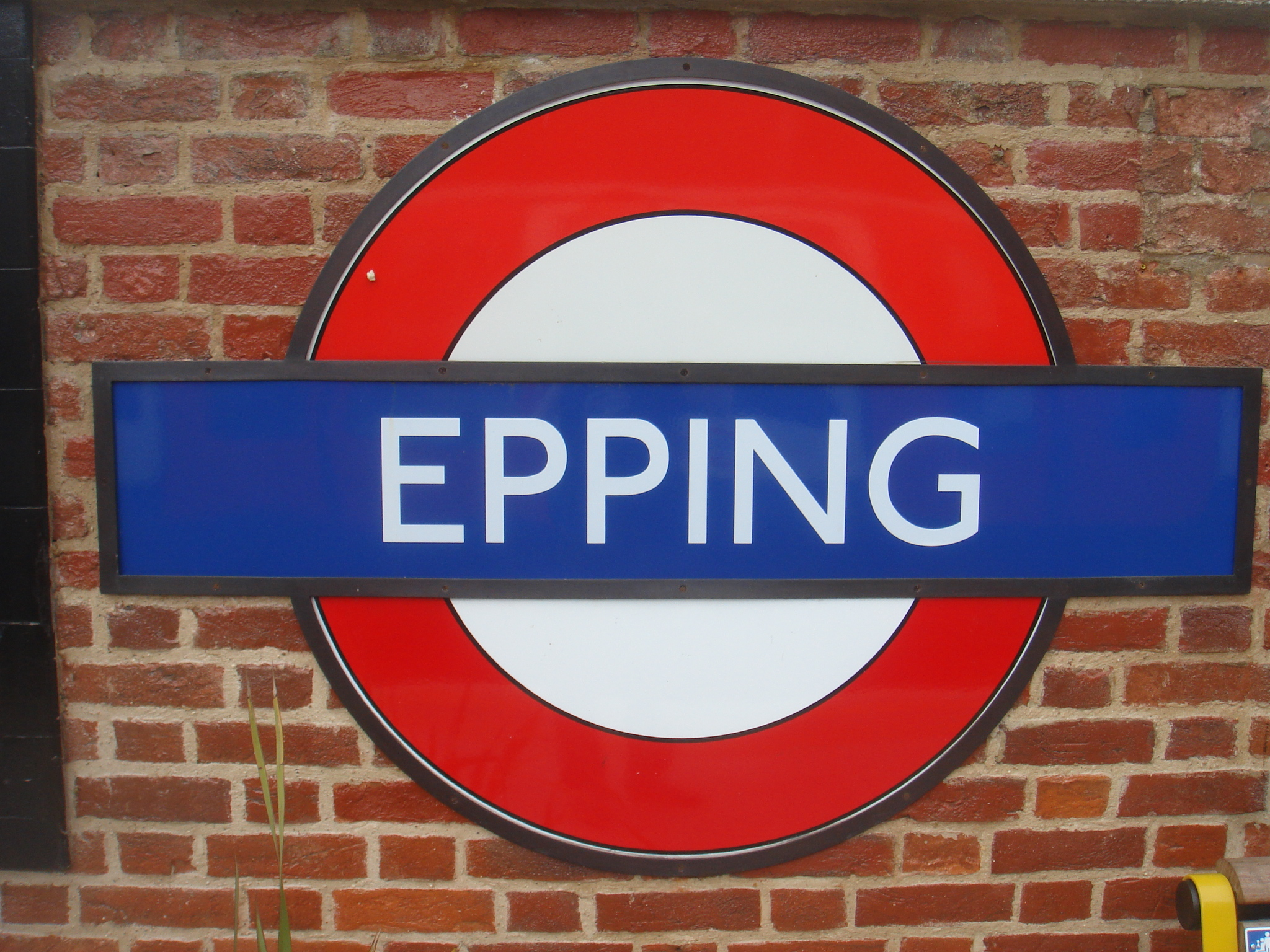
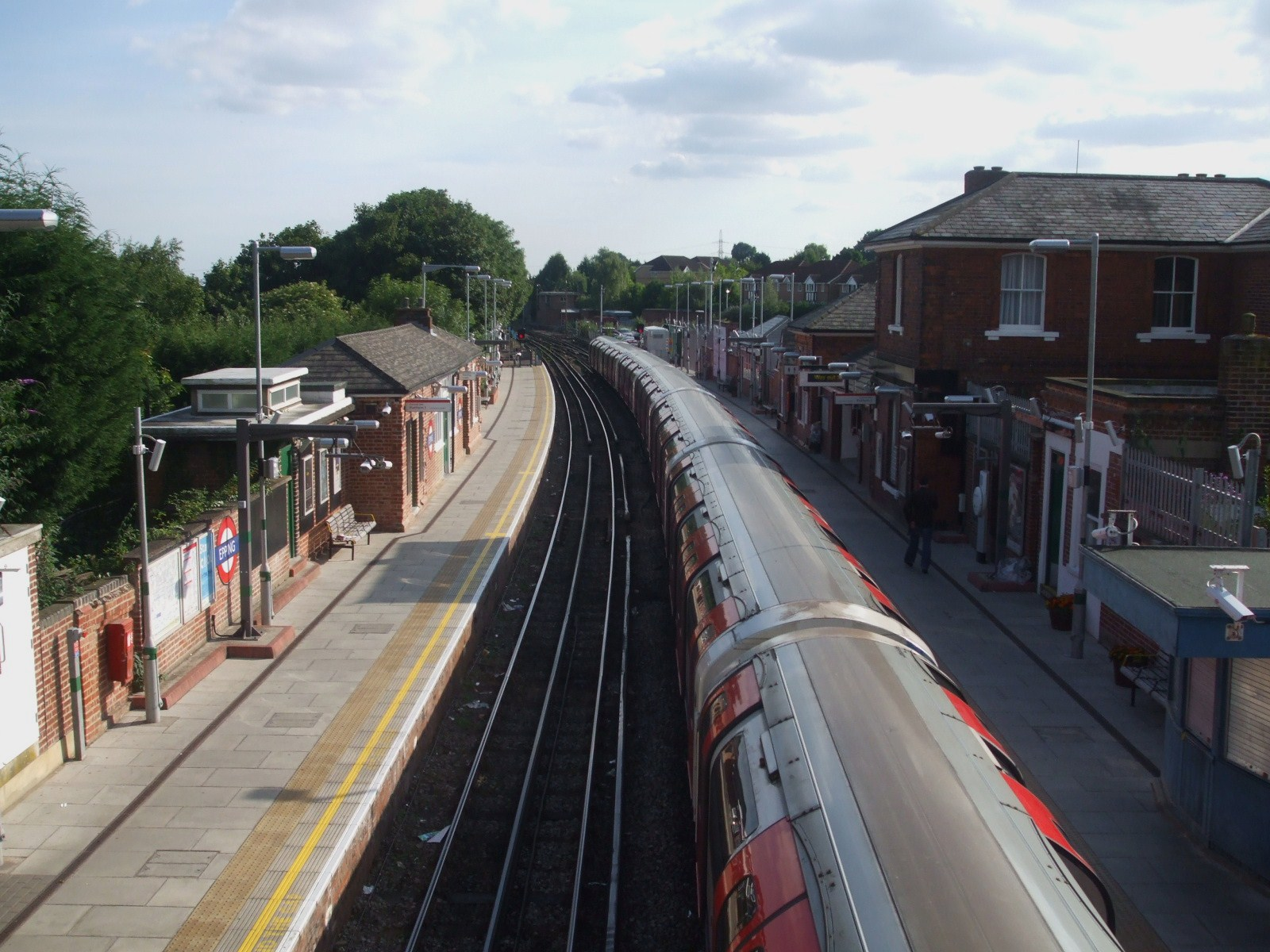
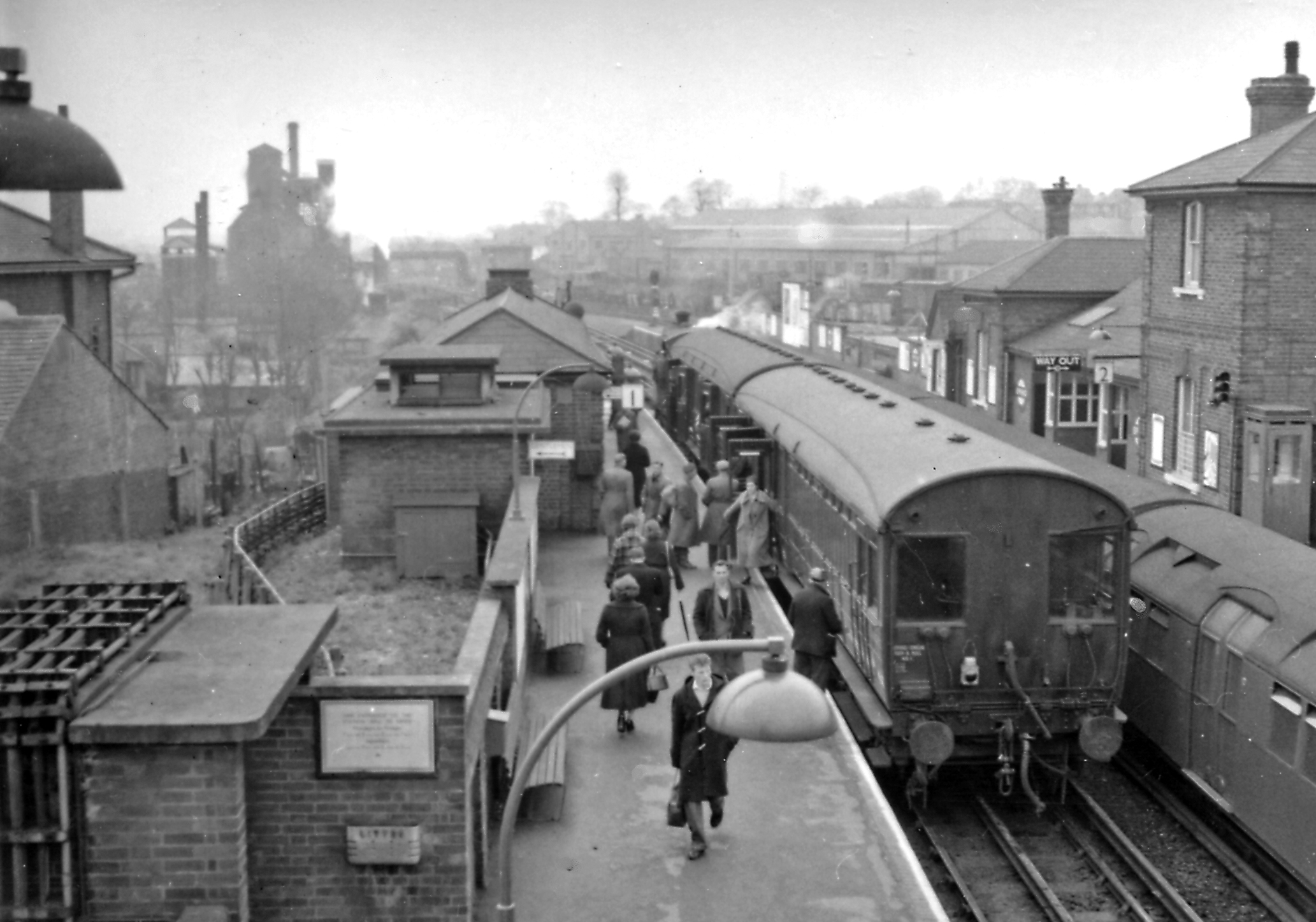

1. 1 2 3 4  "Multi-year station entry-and-exit figures" (XLS). London Underground station passenger usage data. Transport for London. June 2015. Retrieved 20 June 2015.